# Marin megye
Marin megye az Amerikai Egyesült Államokban, azon belül Kalifornia államban található. Lakosainak száma 262 321 fő (2020. április 1.). Marin megye Sonoma és San Francisco megyékkel határos.

## Népesség
A megye népességének változása:
| Lakosok száma | 252 897 | 255 252 | 255 841 | 258 365 | 261 221 | 263 886 | 258 826 | 262 321 |
|               | 2010    | 2011    | 2012    | 2013    | 2015    | 2018    | 2019    | 2020    |